# 埃登科本
埃登科本（德語：Edenkoben，發音：[ˈeːdn̩ˌkoːbn̩] ⓘ）是德国莱茵兰-普法尔茨州南魏恩施特拉瑟县的城市，面积17.89平方千米，2023年12月31日人口为6,838人。